# Praktisk filosofi
Praktisk filosofi är enligt Aristoteles indelning den del av filosofin som behandlar människans handlande, till skillnad från teoretisk filosofi.
Viktiga områden inom den praktiska filosofin är värdeteori och etik. Till ämnet räknas också politisk filosofi, rättsfilosofi, religionsfilosofi, handlingsteori och estetik. Här studeras frågor som:
- Vad är rätt respektive fel att göra, i moralisk mening?
- Kan påståenden om moral vara sanna, eller är de bara tyckande?
- Kan man argumentera på ett meningsfullt sätt om moralfrågor?
- Har de moraliska normerna någon existens utöver det faktiska handlandet?
- Kan människor välja att handla rätt eller fel, eller är vi snarare till exempel förutbestämbara mekanismer?

Vid universitet i Sverige och Finland är praktisk filosofi jämte teoretisk filosofi en del av filosofiämnet.
I den västerländska kulturkretsen tog den praktiska filosofin riktig fart i de antika grekiska stadsstaterna, där viktiga namn som Sokrates Demokritos, Platon och Aristoteles kan nämnas som viktiga filosofer. Dessa gör dock ej helt rättvisa åt utvecklingen av den praktiska filosofin i antikens Grekland. Från det romerska riket är Cicero en av de mest framträdande praktiska filosoferna.
Efter kristendomens genomslag har kyrkan dominerat den praktiska filosofin. Under 1800-talet börjar även icke-kristna filosofer få allt större inflytande; däribland Friedrich Nietzsche i Tyskland, Bertrand Russell i Storbritannien och Axel Hägerström i Sverige.